# Vulcain (papillon)
Pour les articles homonymes, voir Vulcain.
Vanessa atalanta
Espèce
Statut de conservation UICN

 LC  : Préoccupation mineure
Le Vulcain (Vanessa atalanta) est une espèce de lépidoptères de la famille des Nymphalidae et de la sous-famille des Nymphalinae.

## Description de l'imago
Le Vulcain est un papillon très reconnaissable, avec le dessus des ailes marron à noir profond agrémenté d'un motif en 3/4 de cercle orange à rouge vif, formé par une bande transversale sur les ailes antérieures et une frange sur les ailes postérieures. L'apex des ailes antérieures est orné de taches blanches.
Le revers est d'un brun moins sombre, avec sur les ailes antérieures une bande rouge, une bande blanche et un motif bleu.
C'est un papillon de taille moyenne à grande, son envergure pouvant atteindre 64 mm.

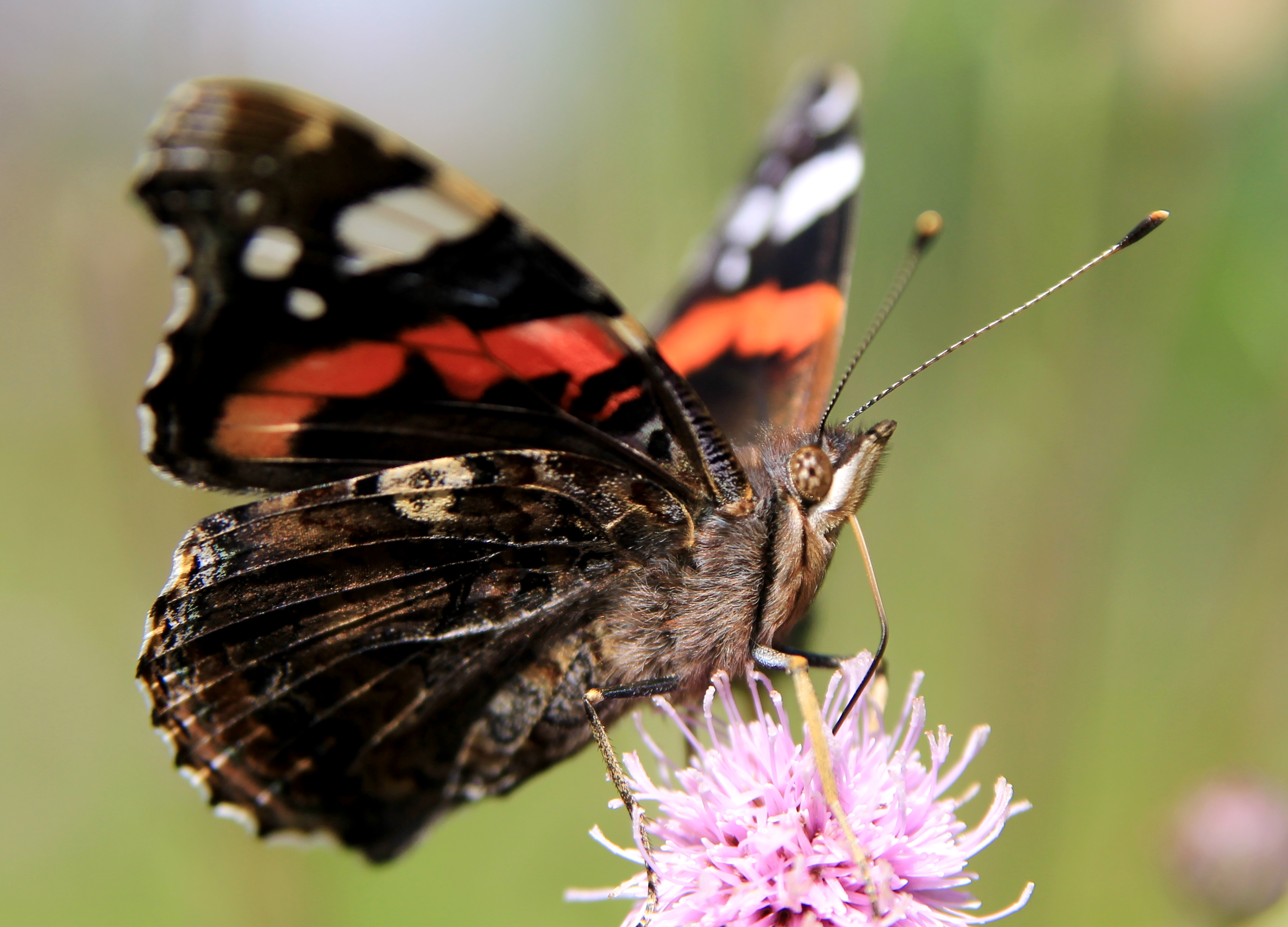
Vulcain sur un chardon
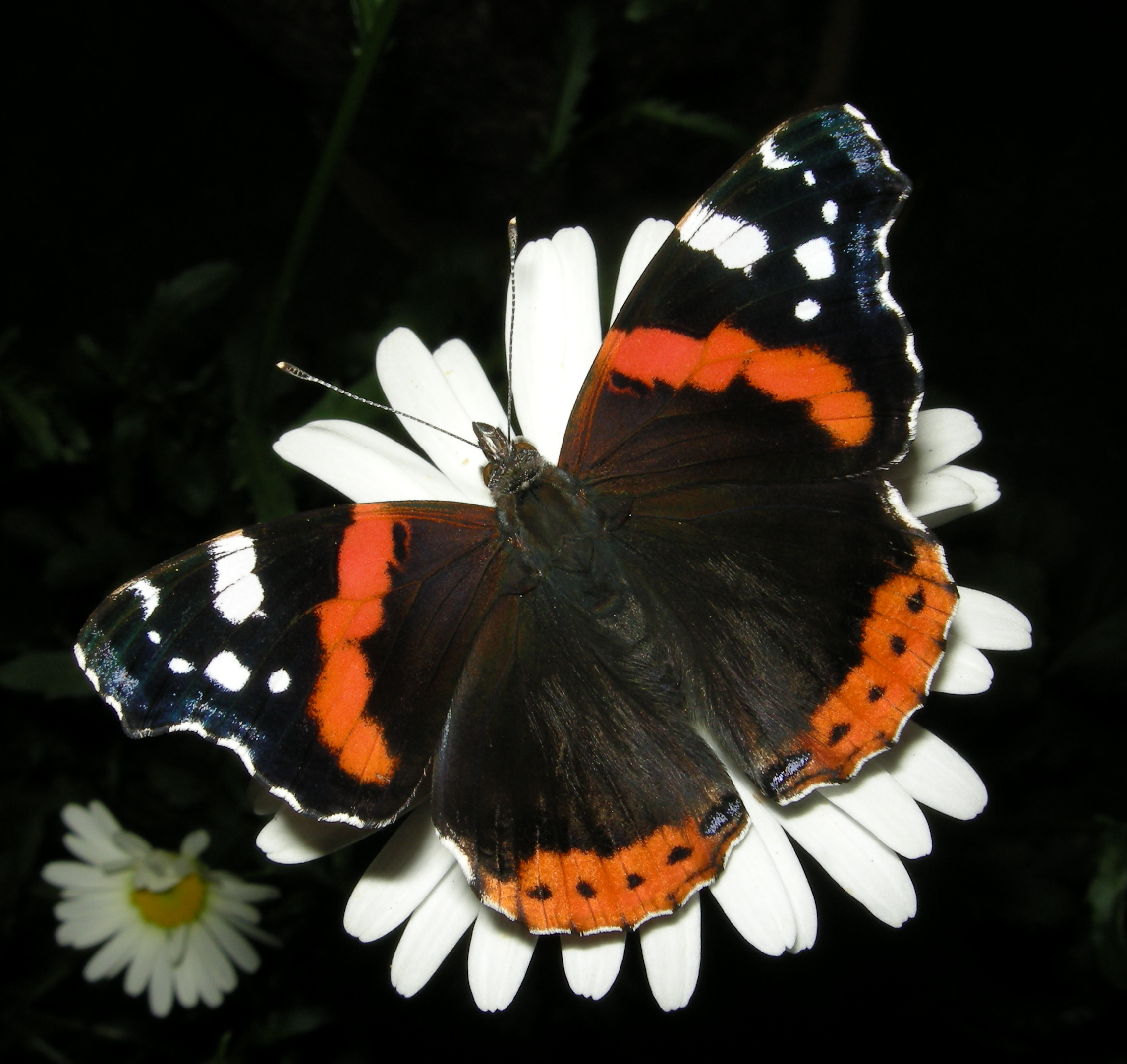
Vulcain sur une marguerite
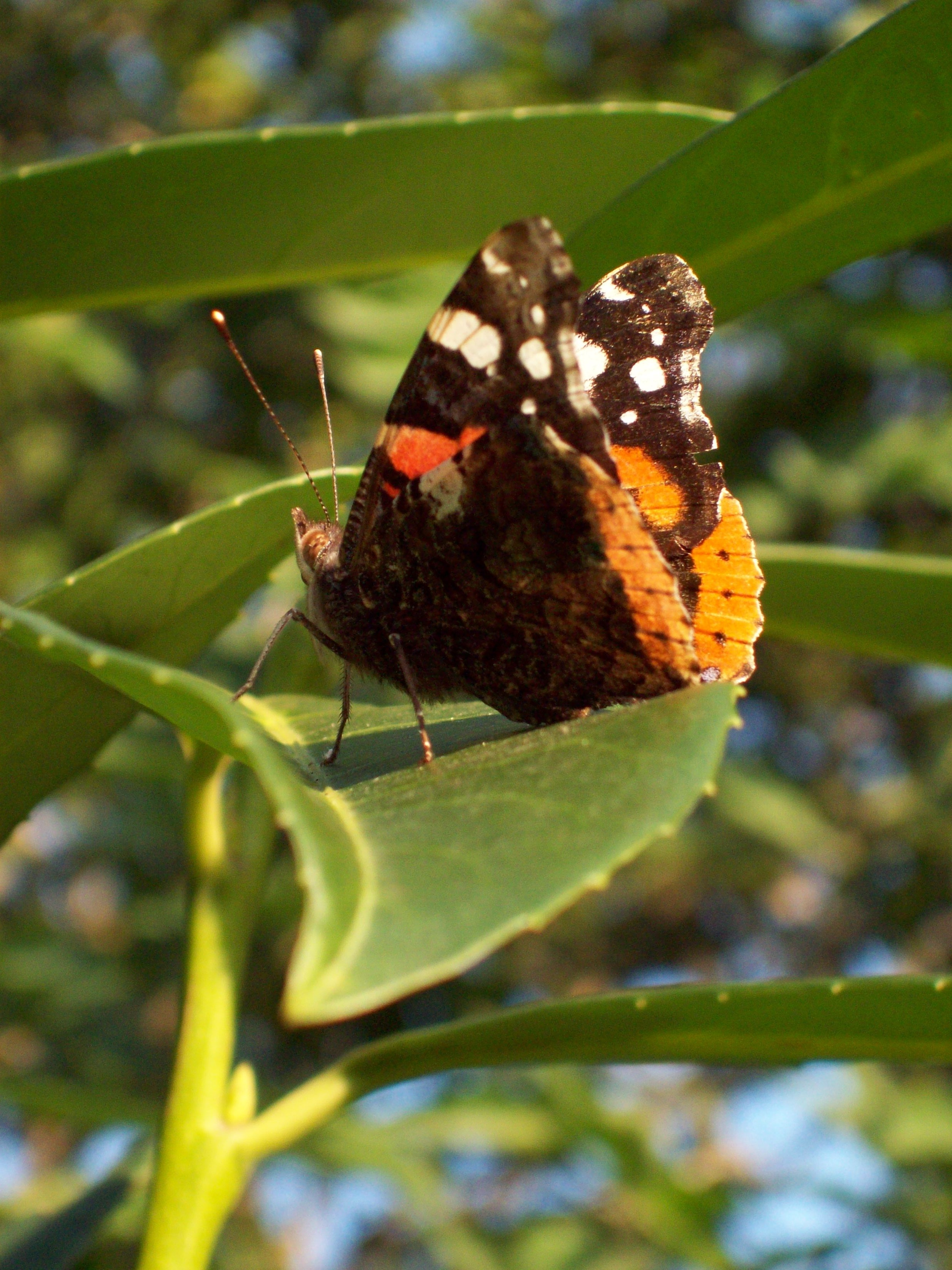
Vulcain sur une feuille

## Biologie

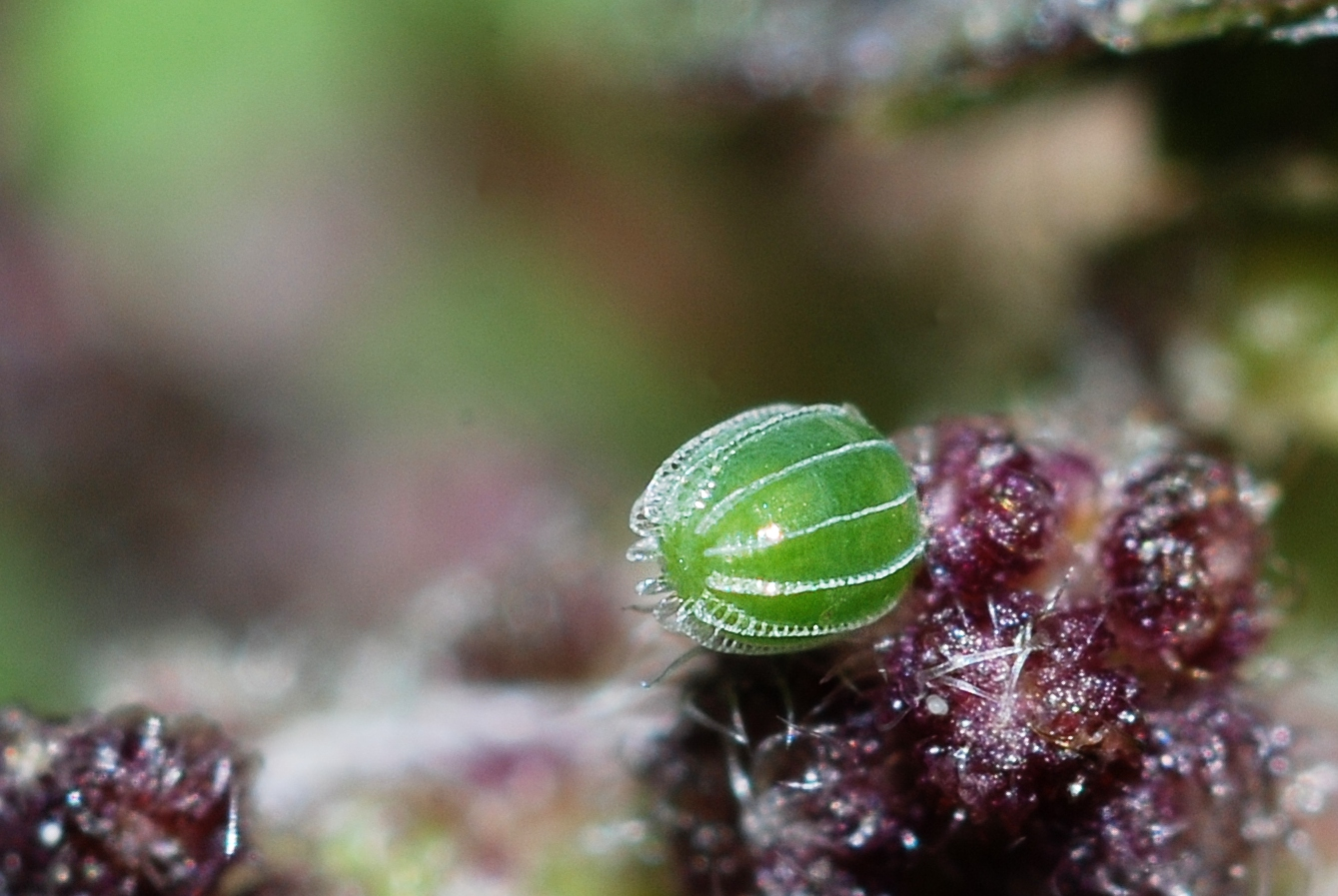
Œuf de Vulcain

### Œufs
Les œufs sont pondus isolément sur la plante hôte, sur le dessus des feuilles. Ils sont verts et finement côtelés.

### Stade larvaire
Les chenilles ont la tête noire, les pattes noires et les fausses pattes orange. Le corps est de couleur noire ou brune, couvert de macules blanchâtres plus ou moins étendues et nombreuses selon les individus. Les individus les plus foncés ont ainsi une couleur noir velouté et les individus les plus clairs paraissent presque blancs. Toutes les chenilles présentent une ligne de macules blanches sur chaque flanc et cinq rangées d'épines hérissées, qui peuvent être noires, jaunes ou rouges. Elles ne sont pas urticantes.
La chenille est solitaire. Dès les premiers stades elle se construit une logette constituée de feuilles cousues ensemble par de la soie, et qui lui sert d'abri et de garde-manger. Après avoir mangé les feuilles de sa logette la chenille en construit une autre. La chenille se roule en boule quand elle se sent menacée.

La période larvaire dure de 3 semaines à 1 mois selon les températures.

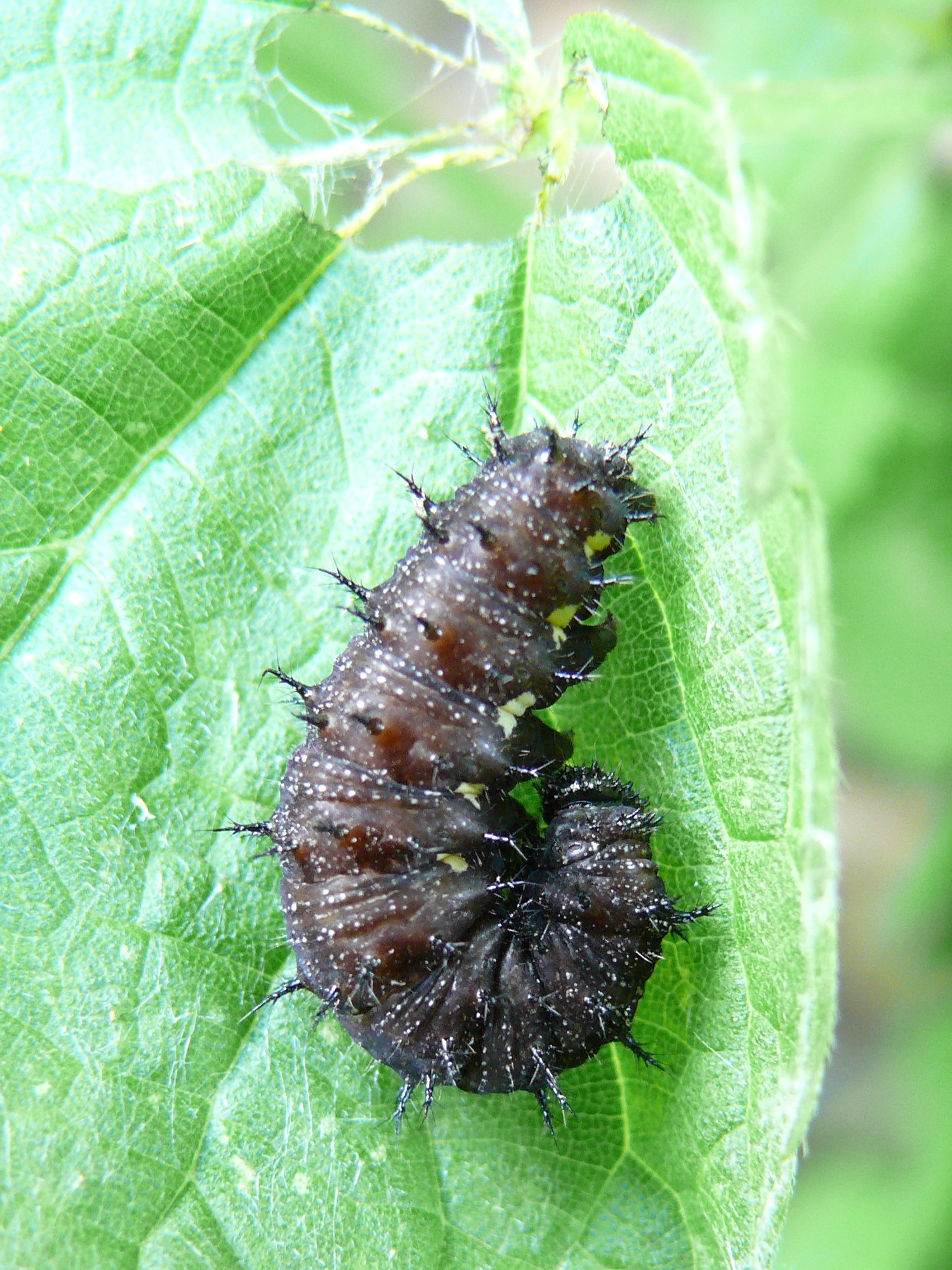
Chenille de Vulcain
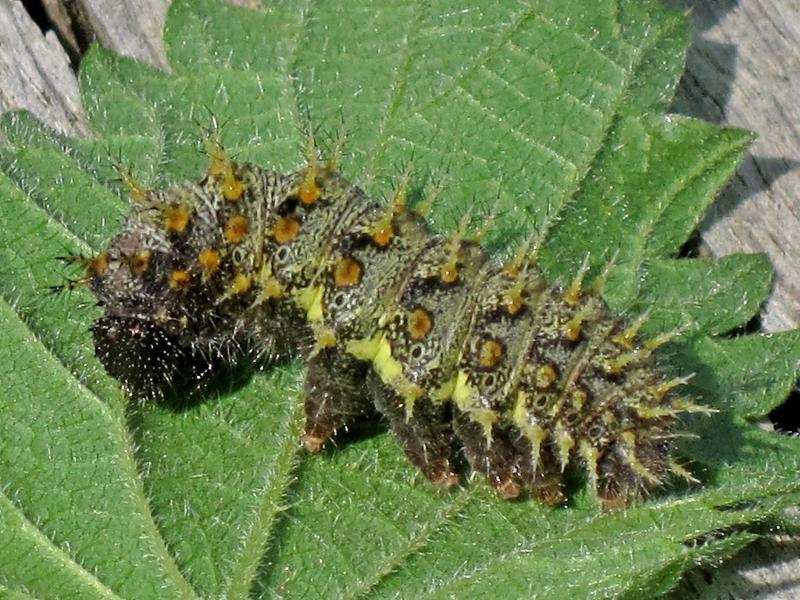
Chenille de Vulcain, autre coloration
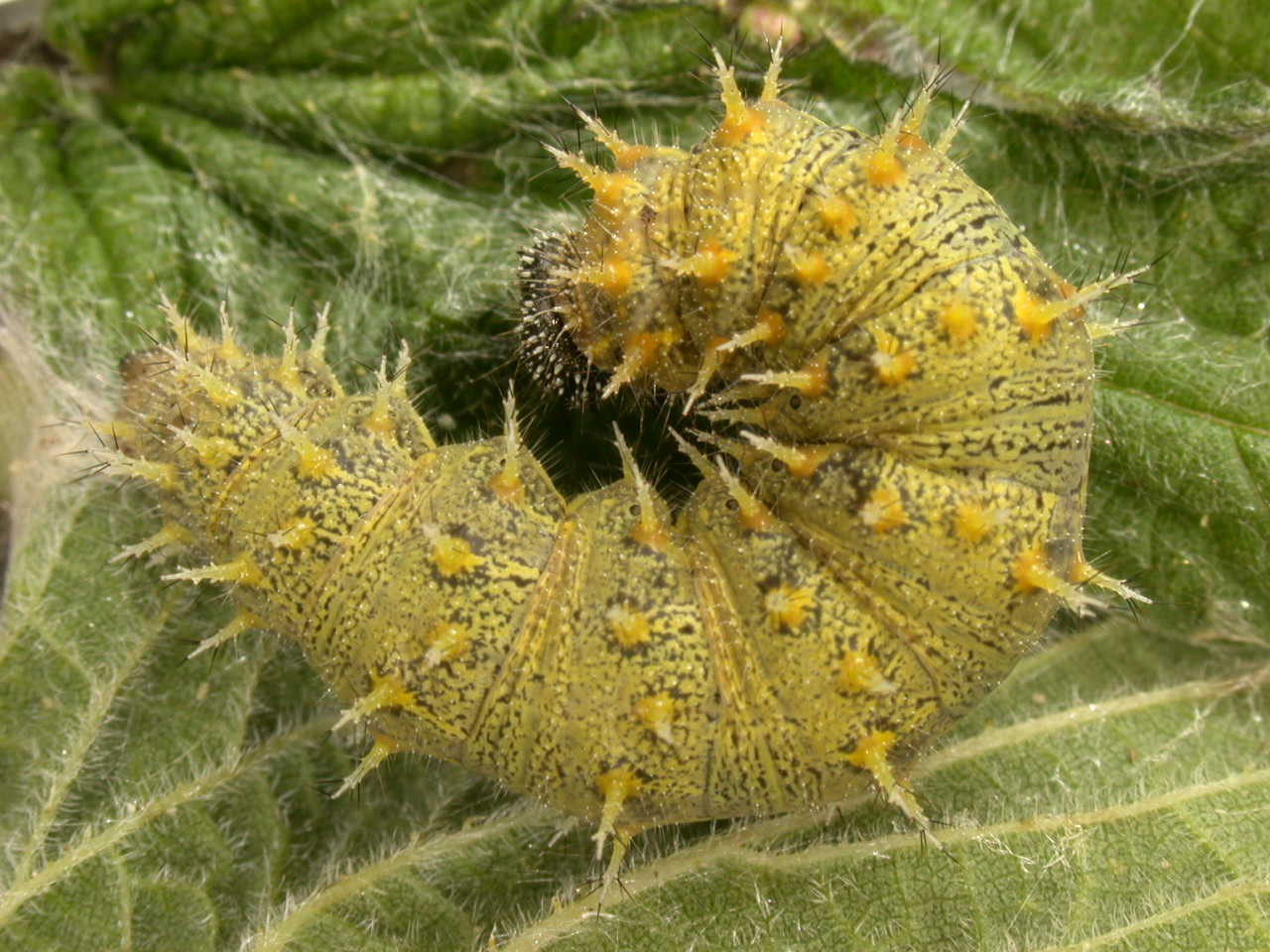
Chenille de Vulcain, autre coloration
- Chenille qui tisse sa logette dans les feuilles d'ortie

### Nymphose
La chenille se nymphose tête en bas, parfois dans la dernière logette. La chenille couvre son support de fil de soie puis se suspend tête en bas. La peau de la chenille se fend au bout de 24 heures environ, à partir du dos. La chrysalide se trémousse jusqu'à s'être débarrassée entièrement de sa peau de chenille. Elle est attachée à son support par son cremaster. La chrysalide est d'abord noire et verte, puis sa couleur s'éclaircit tandis que la cuticule durcit. Elle prend alors une couleur grise ou beige, avec des taches dorées dans le dos.

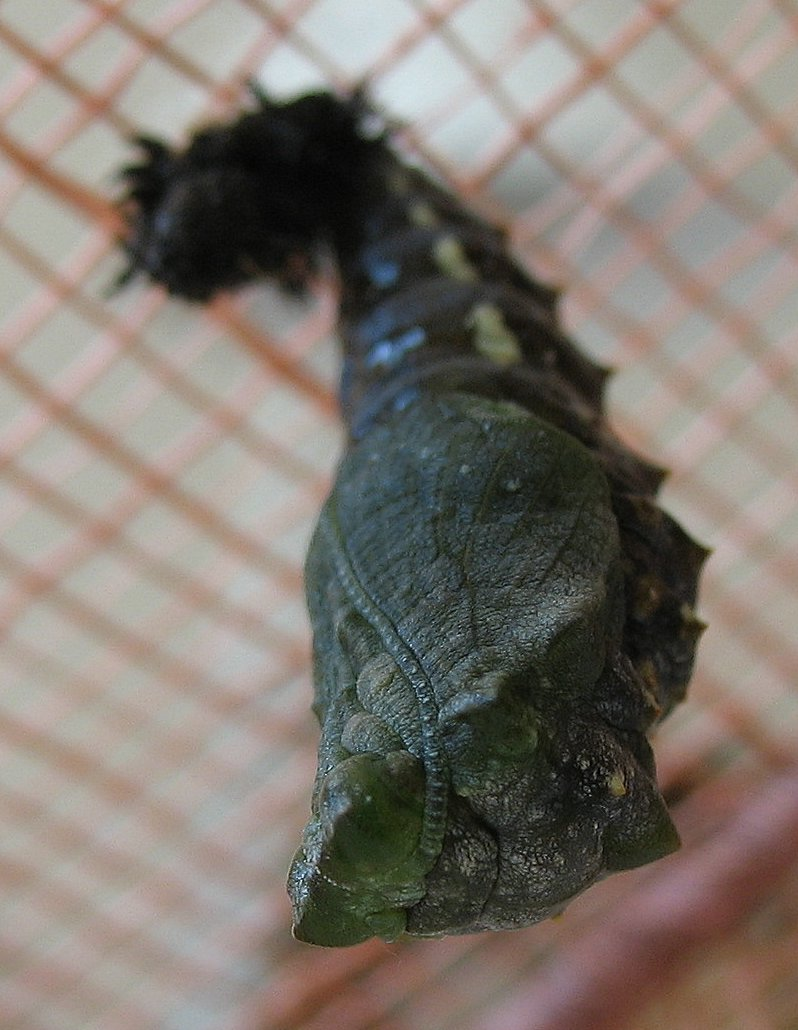
Fin de la nymphose
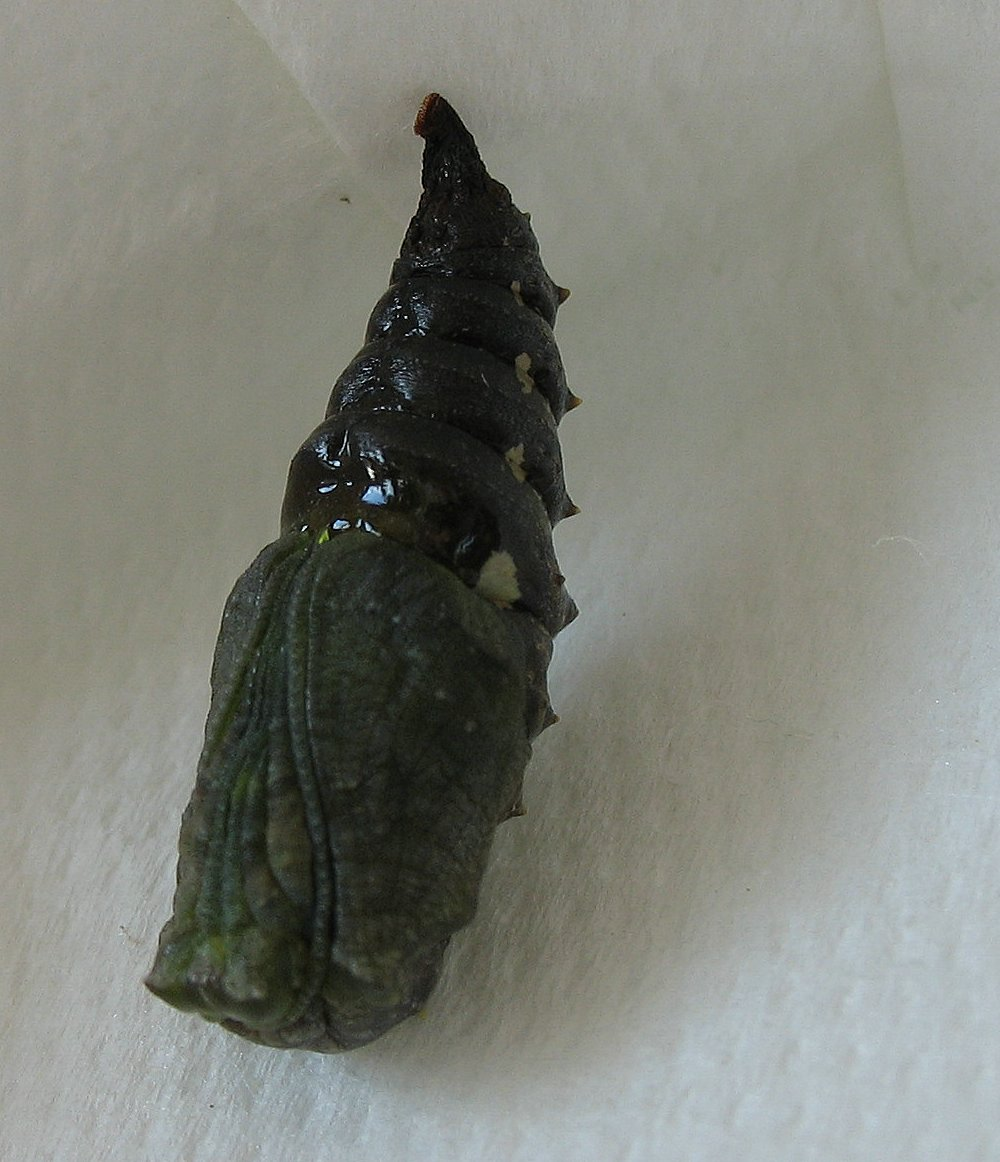
Chrysalide nouvellement formée
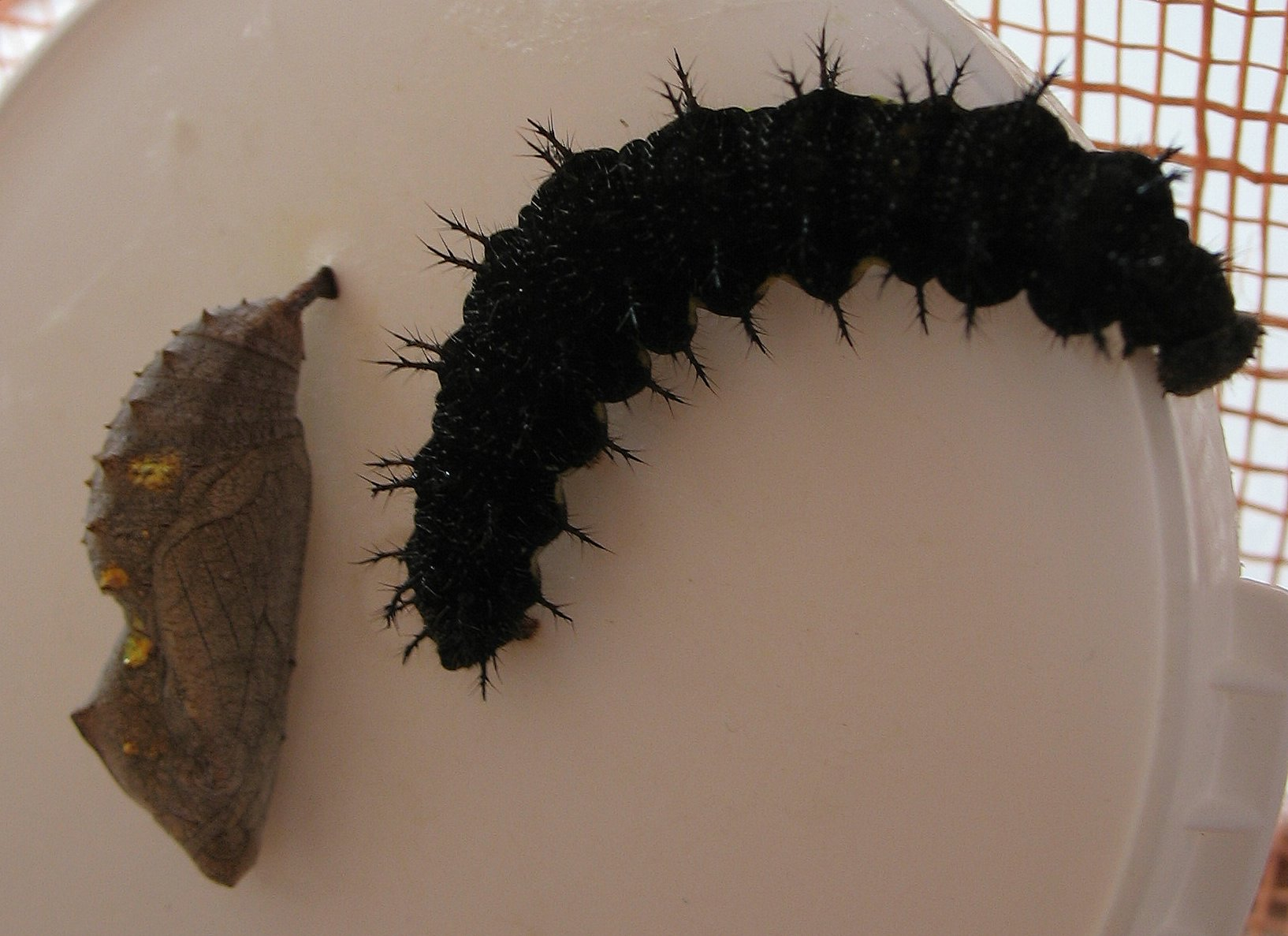
Chrysalide et chenille

### Éclosion
L'adulte émerge au bout d'1 à 3 semaines, selon la température. Certaines chrysalides, formées à l'automne, n'éclosent qu'au printemps suivant. Lorsque l'éclosion approche le dessin des ailes devient bien visible par transparence. Le papillon éclot 24 heures plus tard environ, et de préférence le matin. L'émergence de l'adulte est rapide et prend environ 1 minute. Le papillon se suspend ensuite verticalement ou tête en bas pour déplier ses ailes. Sa cuticule étant encore molle, il doit attendre plusieurs heures qu'elle durcisse avant de s'envoler. Le papillon évacue également des déchets contenus dans son abdomen sous forme d'un liquide rouge ressemblant à du sang.
Il arrive que l'éclosion se passe mal et que le papillon n'arrive pas à sortir de sa chrysalide, ou que la tête de la chrysalide reste attachée à la tête du papillon, entrainant une déformation des pièces buccales. Une fois que la cuticule a durci ces déformation deviennent définitives. Il arrive aussi que des papillons présentent des malformations, telles qu'une asymétrie des ailes, en raison de facteurs génétiques, de malformations de la chrysalide ou d'exposition de la chrysalide à des changements brutaux de températures.

### Reproduction
Les mâles sont territoriaux et patrouillent autour d'un territoire elliptique mesurant généralement entre 12 et 24 m de long et 4 à 13 m de large, généralement bien exposé au soleil. Ils chassent tout autre mâle qui s'en approche ainsi que tout objet volant, dont les papillons d'autres espèces, les oiseaux et même les feuilles volantes, et courtisent les femelles. Les territoires sont généralement formés en fin de journée et un même papillon peut en changer d'un jour à l'autre. Il arrive aussi qu'un mâle parvienne à s'emparer du territoire d'un autre mâle.

### Période de vol et hivernation
Le Vulcain est univoltin ou bivoltin (1 ou 2 générations annuelles).
Sa chenille peut être observée d'avril à octobre.
L'espèce hiverne principalement au stade de chrysalide, et dans certaines régions à l'état d'imago.

### Plantes nourricières

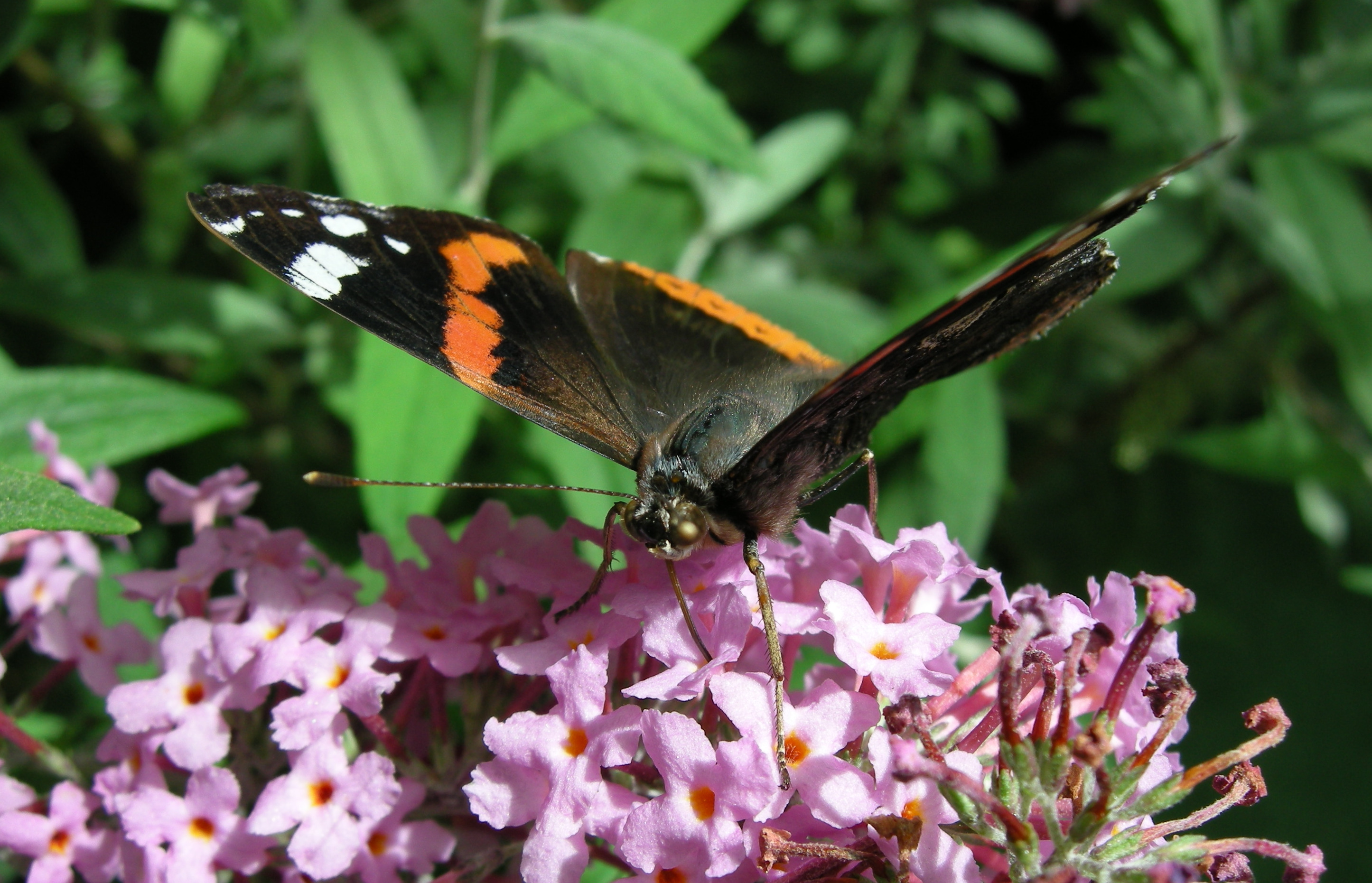
Un Vulcain sur un buddleia

La plante-hôte larvaire est l'ortie dioïque (Urtica dioica), à l'instar d'autres Vanesses proches comme le Paon du jour, la Petite tortue, le Robert-le-Diable et la Carte géographique.
Les chenilles du Vulcain consomment aussi la petite ortie (Urtica urens) et la pariétaire,.

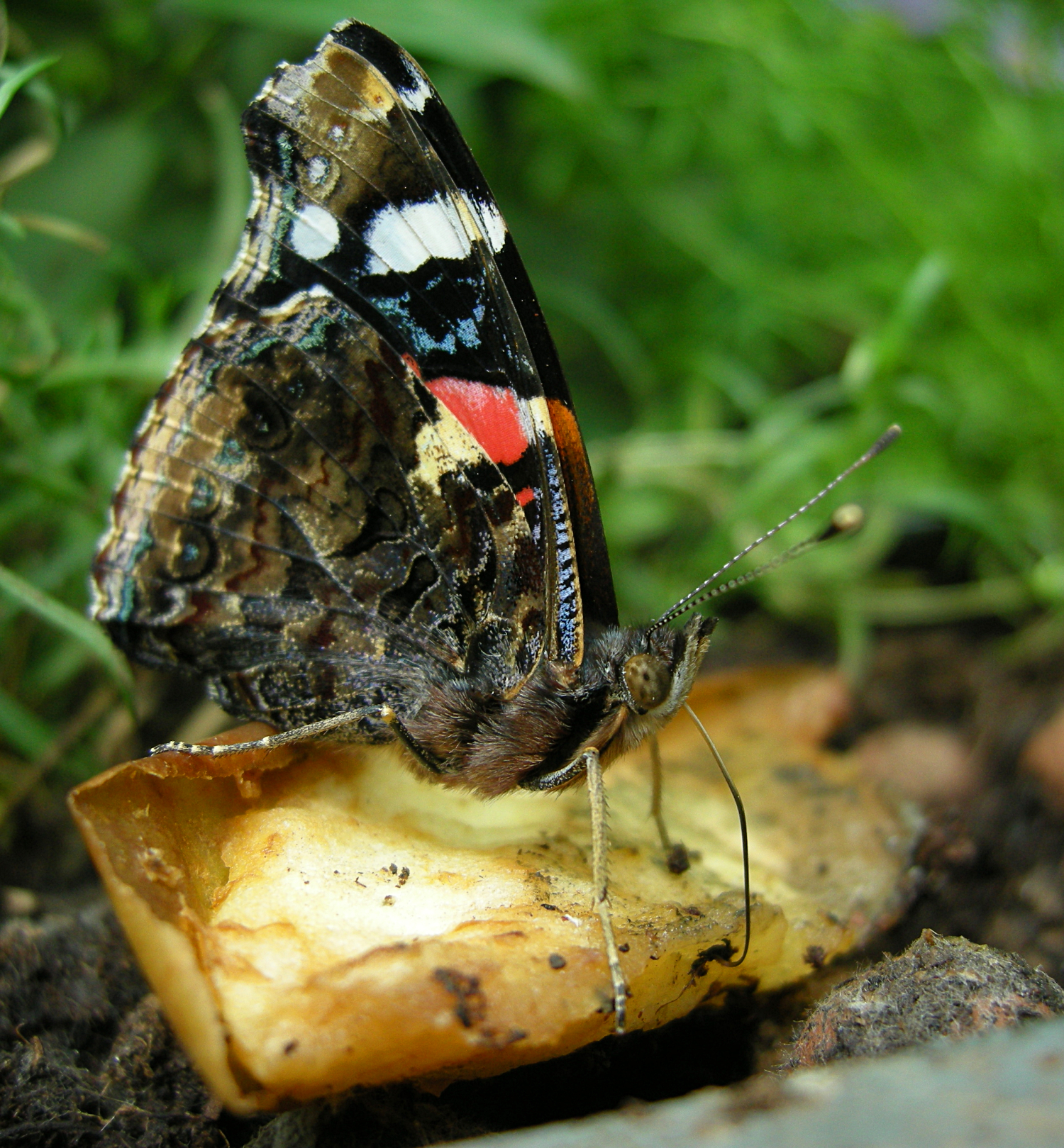
Un Vulcain aspirant le jus d'une pomme

La nourriture principale des imagos du Vulcain est le nectar des fleurs, les plus appréciées étant celles de la famille des composées. On voit souvent les Vulcains se nourrir sur les buddleias, les marguerites, les artichauts et bien d'autres fleurs. Ils se nourrissent aussi du jus de fruits tombés au sol et en fermentation en automne.

## Écologie et distribution
Le Vulcain se rencontre dans l'hémisphère nord tempéré en Europe, en Asie, en Amérique du Nord, en Amérique centrale et en Afrique du Nord.
Il est présent et commun dans toute la France métropolitaine.

### Migration
L'espèce est migratrice dans le nord de son aire de répartition, alors qu'au sud des Alpes et dans tout l'Ouest de la France, des adultes peuvent survivre à l'hiver. Ils peuvent alors être vus dès février, sortant se réchauffer lors de journées d'hiver ensoleillées. Lors de la migration d'automne, les Vulcains peuvent parcourir 3 000 kilomètres vers le sud en cinq semaines. 

### Biotope
L'espèce fréquente des habitats très variés.

## Systématique
L'espèce Vanessa atalanta a été décrite par le naturaliste suédois Carl von Linné en 1758, sous le protonyme Papilio atalanta. Le nom d'atalanta lui a été donné en référence à la rapidité de la course d'Atalante.
Elle est l'espèce type du genre Vanessa Fabricius, 1807.

### Taxinomie
Liste des sous-espèces et forme aberrante
- Vanessa atalanta atalanta
- Vanessa atalanta rubria (Fruhstorfer, 1909) – présent au Mexique et en Californie[10]
- Vanessa atalanta e.o Ab.Klemensiewiczi [11]

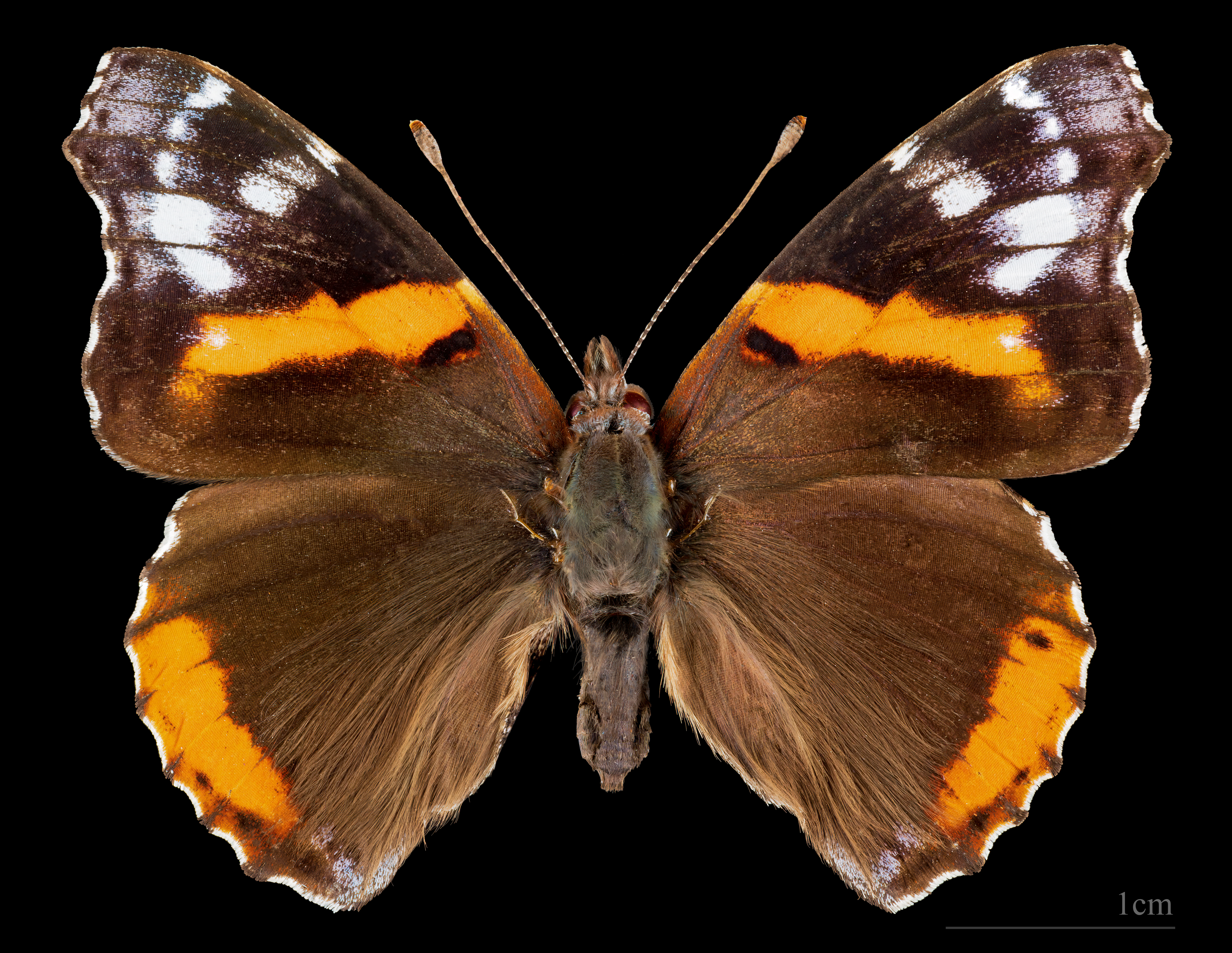
Vanessa atalanta e.o Ab.Klemensiewiczi ♂ MHNT
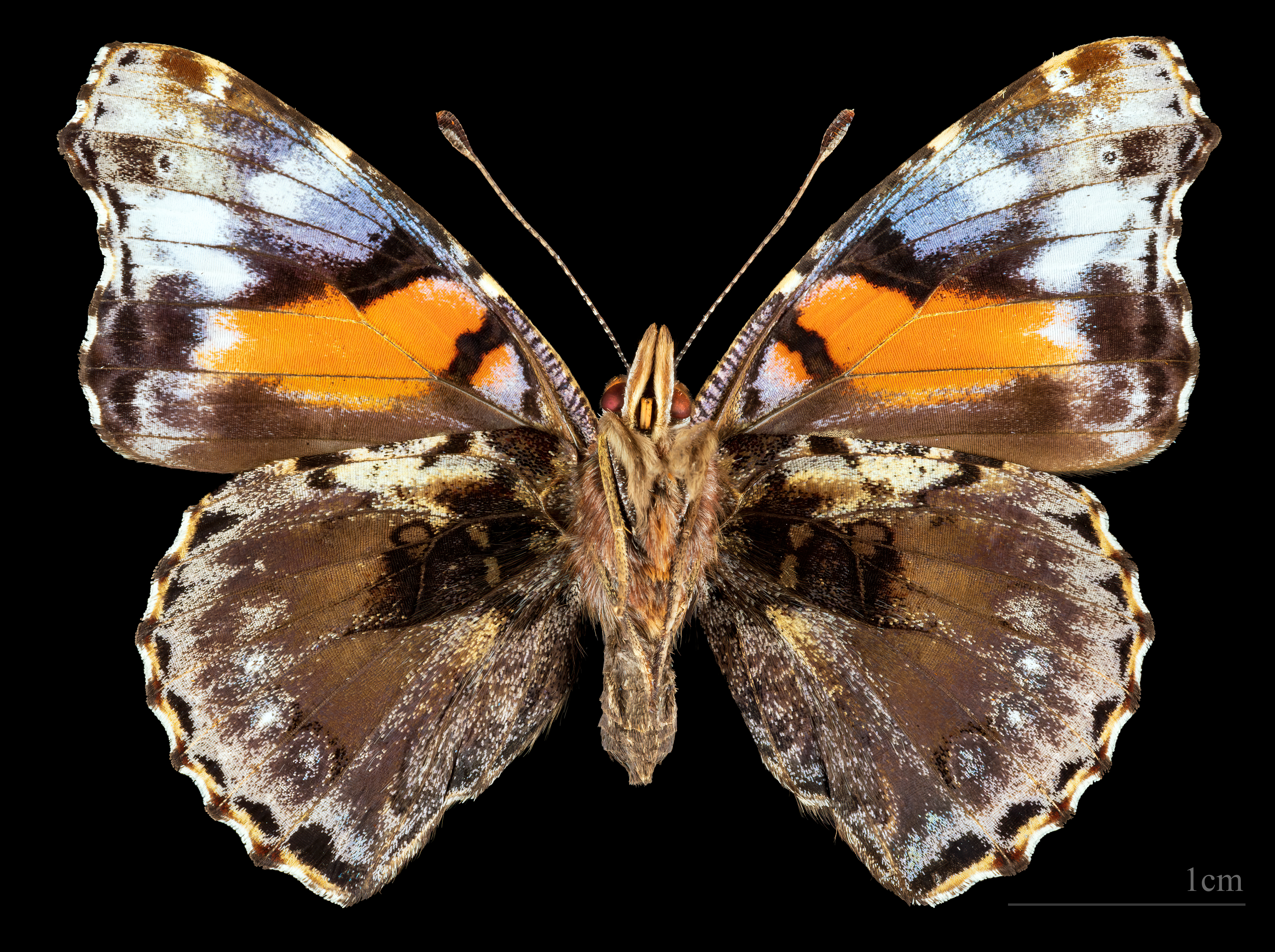
Vanessa atalanta e.o Ab.Klemensiewiczi ♂ △ MHNT

### Synonymie
- Papilio atalanta Linné, 1758 – protonyme
- Papilio admiralis (Retzius, 1783)
- Pyrameis ammiralis Godart, 1821
- Pyrameis atalanta italica Stichel, 1900
- Pyrameis atalanta ab. umbrosa Fischer, 1908 [12]
- Pyrameis atalanta minutior Verity & Querci, 1924

### Noms vernaculaires
- en français : le Vulcain, l'Amiral[13], la Vanesse Vulcain, le Chiffre, l'Atalante[14], la Vanesse amirale[15] (au Canada)
- en anglais : Red Admiral
- en allemand : Admiral
- en espagnol : Numerada[15]
- en italien : Vulcano[15]

## Le Vulcain et l'Homme

### Protection
Le Vulcain n'a pas de statut de protection spécifique en France.

### Peinture
Le Vulcain est le papillon le plus fréquemment représenté dans les natures mortes flamandes du XVIIe siècle (cf. Papillons dans la peinture).

### Poésie
Voici le Vulcain rapide

Qui vole comme un oiseau

son aile noire et splendide

Porte un grand ruban ponceau

Gérard de Nerval

### Philatélie
Ce papillon figure sur plusieurs émissions philatéliques :
- Cuba de 1997 (valeur faciale : 65 c.).
- République démocratique allemande (RDA) de 1964 (valeur faciale : 10 p.).

Timbre des Îles Féroé
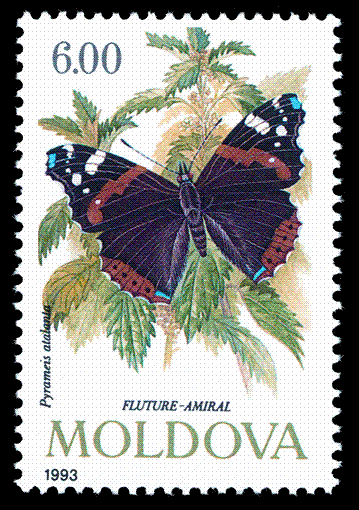
Timbre de la Moldavie